# کریستینا اگیلرا در کنسرت
کریستینا اگیلرا در کنسرت (انگلیسی: Christina Aguilera in Concert) نخستین تور کنسرت از خواننده امریکایی کریستینا اگیلرا بود  که در حمایت از نخستین آلبوم استودیویی‌اش، کریستینا آگیلرا (آلبوم)  برگزار شد.